# 1983년 롯데 자이언츠 시즌
1983년 롯데 자이언츠 시즌은 롯데 자이언츠가 KBO 리그에 참가한 2번째 시즌이다. 박영길 감독이 팀을 맡았으나 성적 부진으로 중도 사퇴하고, 강병철 감독 대행이 남은 시즌을 책임졌다. 팀은  계약금 4500만원, 연봉 3000만원을 받고 입단한 최동원이 아마시절 혹사의 후유증 탓인지 9승(8선발) 16패를 기록하는 데 그쳐    전기리그 4위, 후기리그 6위, 통합 6위(최하위)에 머물렀다.

## 타이틀
- 베스트 10 : 김용희 (3루수)
- KBO 골든글러브 : 김용희 (3루수)
- 올스타 선발 : 정학수 (2루수), 김용희 (3루수), 박용성 (외야수)
- 올스타전 추천선수 : 노상수, 한문연, 유두열

## 선수단
- 선발투수 : 최동원, 김문희, 배경환, 노상수
- 구원투수 : 천창호, 이진우
- 마무리투수 : 박정후, 김덕열, 이윤섭
- 포수 : 심재원, 한문연, 김호근, 차동열
- 1루수 : 김용철, 김정수
- 2루수 : 권두조, 정학수
- 유격수 : 정영기, 박영태
- 3루수 : 김용희, 김성호
- 좌익수 : 김성관
- 중견수 : 김재상
- 우익수 : 박용성, 김석일, 정문섭, 우경하
- 지명타자 : 유두열, 김종근

## 여담
- 6월 24일 해태 타이거즈와의 경기에서 팀은 KBO 리그 사상 최초로 삼중 도루에 성공했다.
- 6월 26일 OB 베어스와의 경기에서 팀은 단 1안타만 치고 승리했다. 1안타만 치고 승리한 것은 이때가 KBO 리그 사상 처음이다.
- 6월 27일에 차동열을 MBC 청룡으로 보내고 정영기를 받는, KBO 리그 역대 최초의 선수 대 선수 트레이드를 진행했다. 이는 롯데 자이언츠의 KBO 리그 첫 트레이드이기도 하다.
- 포수 한문연은 올스타전에 감독 추천선수로 뽑혀 출전했으나, 타석을 소화하지는 못해 KBO 올스타전 사상 최초의 0타석 야수가 되었다.
- 최동원은 이 시즌 16차례 완투했음에도 9승에 그쳐 KBO 리그 역대 단일 시즌 10승 실패 투수 중 최다 완투 기록을 세웠다.
- 11월 17일에 권두조, 우경하, 박정후, 김정수를 삼미 슈퍼스타즈로 보내고 임호균을 받는, KBO 리그 역대 최초의 1대 다 트레이드를 진행했다.
- 박정후는 이 시즌 구원으로만 등판하여 1982년 원래 야수지만 투수로 단 1경기에 등판했던 송진호를 제외하고 KBO 리그 역대 최초로 단일 시즌 선발 등판 0회를 기록했다.
- 김용희는 이 시즌에 베스트 10 3루수 부문 수상자가 되어 구단 사상 유일한 베스트 10 수상자로 남게 되었다.
- 1984 신인드래프트에서 1차 지명된 조용철은 KBO 리그 사상 최초의 고졸 선수가 되었다.